# Miley Cyrus-diszkográfia
Miley Cyrus több mint 16 millió lemezt adott el világszerte. A diszkográfiában Miley Cyrus amerikai énekesnő három lemezéről, két koncert albumáról, egy középlemezéről, nyolc kislemezéről, nyolc zenei videójáról és két filmzenéjéről van szó. 2007-ben Cyrus kiadta debütáló albumát Meet Miley Cyrus címmel. Ez volt a második album a Hannah Montana 2/Meet Miley Cyrus-ról, ami tetőzött az Egyesült Államokban (ahol a RIAA által háromszoros platinalemez lett), és az első tízben végzett a Kanadában, Új-Zélandon és Norvégiában. Második stúdióalbum 2008 júliusában jelent meg Breakout címmel és első helyezett volt az Egyesült Államokban, Kanadában és Ausztráliában. Ez platinalemez lett az Egyesült Államokban, az Egyesült Királyságban és Írországban, valamint arany Németországban, Ausztráliában és Spanyolországban.
Első hozzájárulás a filmzenéhez a Hannah Montana:The Movie volt (ha leszámítjuk a Hannah Montanaként kiadott albumokat). Megjelent egy koncertalbum Hannah Montana & Miley Cyrus: Best of Both Worlds Concert címmel, amely a harmadik helyen végzett az Egyesült Államokban és Kanadában, és a Wal-Mart keretein belül kiadott egy EP-et, The Time of Our Lives címmel, amely elérte a második helyet az Egyesült Államokban.
A "The Climb" című dal a Hannah Montana:The Movie filmzene albumról 2009 júliusában első volt a Billboard's Hot Adult Contemporary Tracks listán, ő a második legfiatalabb előadó, akinek ez sikerült LeAnn Rimes "How Do I Live" című száma óta, 1997-ben. Egy hónappal később a "Party in the U.S.A.", a The Time of Our Lives-ról, első helyen debütált a Billboard' s Hot Digital Songs-on, 226.000 előfizetővel. Miley rögzített már négy jótékonysági kislemezt, többek közt a Just Stand Up!-ot. 2008-ban a Artists Stand Up to Cancer keretein belül a mellrák ellen, és 2009-ben a Disney's Friends for Change által a "Send It On"-t. Cyrus-nak 2009. november 1-jén a "Party in the U.S.A." vált a harmadik tizenegyedik helyezetté az Egyesült Királyságban, éppen, hogy nem top tíz találat, eddig a "See You Again" és a "The Climb" volt szintén 11. ott.
A harmadik stúdióalbuma 2010. június 21-én jelent meg az Egyesült Államokban "Can't Be Tamed" címmel.

## Albumok

### Stúdióalbumok
| Év   | Album adatok                                                                                        | Slágerlistán elért hely | Slágerlistán elért hely | Slágerlistán elért hely | Slágerlistán elért hely | Slágerlistán elért hely | Slágerlistán elért hely | Slágerlistán elért hely | Slágerlistán elért hely | Minősítés (sales threshold)                                                       |
| Év   | Album adatok                                                                                        | US                      | CAN                     | UK                      | IRE                     | AUS                     | NZ                      | NOR                     | SPA                     | Minősítés (sales threshold)                                                       |
| ---- | --------------------------------------------------------------------------------------------------- | ----------------------- | ----------------------- | ----------------------- | ----------------------- | ----------------------- | ----------------------- | ----------------------- | ----------------------- | --------------------------------------------------------------------------------- |
| 2007 | Meet Miley Cyrus - megjelenés: 2007. június 26. - formátum: CD, digital download - Label: Hollywood | 1                       | 3                       | 9                       | –                       | 20                      | 6                       | 8                       | 46                      | - US: 3x Platinum                                                                 |
| 2008 | Breakout - megjelenés: 2008. július 22. - formátum: CD, digital download - Label: Hollywood         | 1                       | 1                       | 10                      | 11                      | 1                       | 2                       | 15                      | 7                       | - US: Platinum - UK: Platinum - GER: Gold - AUS: Gold - IRE: Platinum - SPA: Gold |
| 2010 | Can't Be Tamed - megjelenés: 2010. június 21. - formátum: CD, digital download - Label: Hollywood   | 3                       | 2                       | 8                       | 5                       | 5                       | 2                       | 8                       | 4                       |                                                                                   |

2013: Bangerz
2015: Miley Cyrus and Her Dead Petz
2017: Younger Now

### Koncertalbumok
| 2008 | Hannah Montana & Miley Cyrus: Best of Both Worlds Concert - megjelenés: 2008. március 11. - formátum: CD, digital download - Label: Walt Disney | 3  | 3  | 29  | 16 | 27 | 46 |  |                                          |                                          |                                          |                                          |                                          |                                          |                                          |                                          |                                          |                                          |
| 2009 | iTunes Live from London - megjelenés: 2009. május 12. - formátum: Digital download - Label: Hollywood                                           | 89 | 75 | 100 | 36 | 78 | 99 |  |                                          |                                          |                                          |                                          |                                          |                                          |                                          |                                          |                                          |                                          |
| 2013 | Bangerz Tour - megjelenés: 2013 - formátum: - Kiadó: RCA                                                                                        |    |    |     |    |    |    |  | "—" denotes releases that did not chart. | "—" denotes releases that did not chart. | "—" denotes releases that did not chart. | "—" denotes releases that did not chart. | "—" denotes releases that did not chart. | "—" denotes releases that did not chart. | "—" denotes releases that did not chart. | "—" denotes releases that did not chart. | "—" denotes releases that did not chart. | "—" denotes releases that did not chart. |

### Középlemezek
| Év                                       | Album adatok                                                                                                | Slágerlistán elért hely | Slágerlistán elért hely | Slágerlistán elért hely | Slágerlistán elért hely | Slágerlistán elért hely | Slágerlistán elért hely | Minősítés (sales threshold)                           |
| Év                                       | Album adatok                                                                                                | US                      | AUS                     | NZ                      | SPA                     | GER                     | UK                      | Minősítés (sales threshold)                           |
| ---------------------------------------- | --- | ----------------------- | ----------------------- | ----------------------- | ----------------------- | ----------------------- | ----------------------- | ----------------------------------------------------- |
| 2009                                     | The Time of Our Lives - megjelenés: 2009. augusztus 28. - formátum: CD, digital download - Label: Hollywood | 2                       | 11                      | 9                       | 6                       | 9                       | 17                      | - US: Platinum - UK: Gold - SPA: Platinum - GER: Gold |
| "—" denotes releases that did not chart. | |                         |                         |                         |                         |                         |                         |                                                       |

### Filmzenék
| Év   | Album adatok | Peak chart positions | Peak chart positions | Peak chart positions | Peak chart positions | Peak chart positions | Certifications (sales threshold)              |
| Év   | Album adatok | US                   | CAN                  | AUS                  | NZ                   | SPA                  | Certifications (sales threshold)              |
| ---- | --- | -------------------- | -------------------- | -------------------- | -------------------- | -------------------- | --------------------------------------------- |
| 2009 | Hannah Montana: The Movie - megjelenés: 2009. március 23. - formátum: CD, digital download - Label: Walt Disney    | 1                    | 1                    | 6                    | 1                    | 1                    | - US: Platinum - SPA: Platinum - NZ: Platinum |
| 2010 | The Last Song: Original Soundtrack - megjelenés: 2010. március 23. - formátum: Digital download - Label: Hollywood | 65                   | 88                   | -                    | -                    | 40                   |                                               |

## Videóklipek
| Év   | Cím                                             | Rendező         |
| ---- | ----------------------------------------------- | --------------- |
| 2007 | "Start All Over"                                | Marc Webb       |
| 2008 | "7 Things"                                      | Brett Ratner    |
| 2008 | "Fly on the Wall"                               | Philip Andelman |
| 2009 | "The Climb"                                     | Matthew Rolston |
| 2009 | "Send It On" (with Disney's Friends for Change) |                 |
| 2009 | "Party in the U.S.A."                           | Chris Applebaum |
| 2010 | "When I Look at You"                            | Adam Shankman   |

## Dalok
| Év                                       | Dal                                    | Slágerlistán elért hely | Slágerlistán elért hely | Slágerlistán elért hely | Slágerlistán elért hely | Slágerlistán elért hely | Slágerlistán elért hely | Slágerlistán elért hely | Slágerlistán elért hely | Slágerlistán elért hely | Slágerlistán elért hely | Minősítés (sales threshold)                    | Album                     |
| Év                                       | Dal                                    | US                      | CAN                     | UK                      | AUS                     | EU                      | IRE                     | GER                     | NZ                      | SPA                     | NOR                     | Minősítés (sales threshold)                    | Album                     |
| ---------------------------------------- | -------------------------------------- | ----------------------- | ----------------------- | ----------------------- | ----------------------- | ----------------------- | ----------------------- | ----------------------- | ----------------------- | ----------------------- | ----------------------- | ---------------------------------------------- | ------------------------- |
| 2007                                     | "See You Again" (and Rock Mafia remix) | 10                      | 4                       | 11                      | 6                       | 38                      | 13                      | 52                      | 11                      | —                       | —                       | - AUS: Platinum                                | Meet Miley Cyrus          |
| 2007                                     | "Start All Over"                       | 68                      | 91                      | —                       | 41                      | —                       | —                       | —                       | —                       | —                       | —                       |                                                | Meet Miley Cyrus          |
| 2008                                     | "7 Things"                             | 9                       | 13                      | 25                      | 10                      | 44                      | 26                      | 17                      | 24                      | —                       | 8                       | - AUS: Gold                                    | Breakout                  |
| 2008                                     | "Fly on the Wall"                      | 84                      | 73                      | 16                      | 54                      | 57                      | 23                      | 62                      | —                       | —                       | —                       |                                                | Breakout                  |
| 2009                                     | "The Climb"                            | 4                       | 5                       | 11                      | 5                       | 25                      | 11                      | 41                      | 12                      | 46                      | 5                       | - US: 2× Platinum - AUS: Platinum - UK: Silver | Hannah Montana: The Movie |
| 2009                                     | "Party in the U.S.A."                  | 2                       | 3                       | 11                      | 6                       | 17                      | 5                       | —                       | 3                       | 32                      | 12                      | - US: 3× Platinum - AUS: Platinum              | The Time of Our Lives     |
| 2010                                     | "When I Look at You"                   | 16                      | 24                      | 79                      | 19                      | —                       | 42                      | —                       | 27                      | —                       | —                       |                                                | The Time of Our Lives     |
| 2010                                     | "Can't Be Tamed"                       | 8                       | 6                       | 13                      | 18                      | 37                      | 5                       | 29                      | 5                       | 30                      | 15                      |                                                | Can't Be Tamed            |
| "—" denotes releases that did not chart. |                                        |                         |                         |                         |                         |                         |                         |                         |                         |                         |                         |                                                |                           |

### Vendégszereplés más előadók lemezein
| Év   | Dal                             | Előadó(k)                   | Slágerlistán elért hely | Slágerlistán elért hely | Slágerlistán elért hely | Slágerlistán elért hely | Slágerlistán elért hely | Slágerlistán elért hely | Slágerlistán elért hely | Album            |
| Év   | Dal                             | Előadó(k)                   | US                      | CAN                     | UK                      | AUS                     | IRE                     | NZ                      | SPA                     | Album            |
| ---- | ------------------------------- | --------------------------- | ----------------------- | ----------------------- | ----------------------- | ----------------------- | ----------------------- | ----------------------- | ----------------------- | ---------------- |
| 2007 | "Ready, Set, Don't Go"          | Billy Ray Cyrus             | 37                      | 47                      | —                       | —                       | —                       | —                       | —                       | Home at Last     |
| 2008 | "Just Stand Up!"                | Artists Stand Up to Cancer  | 11                      | 10                      | 26                      | 39                      | 11                      | 19                      | —                       | Non-album single |
| 2009 | "Send It On"                    | Disney's Friends for Change | 20                      | —                       | —                       | —                       | —                       | —                       | —                       | Non-album single |
| 2009 | "We Belong to the Music"        | Timbaland                   | 101                     | 6                       | —                       | —                       | —                       | —                       | —                       | Shock Value II   |
| 2010 | "Everybody Hurts"               | Helping Haiti               | 121                     | 59                      | 1                       | 28                      | 1                       | 17                      | 37                      | Non-album single |
| 2010 | "We Are the World 25 for Haiti" | Artists for Haiti           | 2                       | 8                       | 50                      | 18                      | 9                       | 8                       | 15                      | Non-album single |
| 2010 | "Nothing to Lose"               | Bret Michaels               | —                       | —                       | —                       | —                       | —                       | —                       | —                       | Custom Built     |

### Egyéb slágerlistás dalok
| Év   | Dal                                         | Slágerlistán elért hely | Slágerlistán elért hely | Slágerlistán elért hely | Slágerlistán elért hely | Slágerlistán elért hely | Slágerlistán elért hely | Slágerlistán elért hely | Album                     |
| Év   | Dal                                         | US                      | US Pop                  | CAN                     | UK                      | AUS                     | NZ                      | IRE                     | Album                     |
| ---- | ------------------------------------------- | ----------------------- | ----------------------- | ----------------------- | ----------------------- | ----------------------- | ----------------------- | ----------------------- | ------------------------- |
| 2007 | "G.N.O. (Girl's Night Out)"                 | 91                      | 76                      | —                       | —                       | —                       | —                       | —                       | Meet Miley Cyrus          |
| 2007 | "I Miss You"                                | 109                     | 92                      | —                       | —                       | —                       | —                       | —                       | Meet Miley Cyrus          |
| 2008 | "Good and Broken"                           | —                       | 100                     | —                       | —                       | —                       | —                       | —                       | Meet Miley Cyrus          |
| 2008 | "Breakout"                                  | 56                      | —                       | 45                      | —                       | 94                      | —                       | —                       | Breakout                  |
| 2008 | "Girls Just Wanna Have Fun"                 | 113                     | —                       | 92                      | —                       | —                       | —                       | —                       | Breakout                  |
| 2008 | "Goodbye"                                   | 124                     | —                       | —                       | —                       | —                       | —                       | —                       | Breakout                  |
| 2009 | "Butterfly Fly Away" (with Billy Ray Cyrus) | 56                      | —                       | 50                      | 78                      | 56                      | —                       | 46                      | Hannah Montana: The Movie |
| 2009 | "Hoedown Throwdown"                         | 18                      | 29                      | 15                      | 18                      | 20                      | 40                      | 10                      | Hannah Montana: The Movie |
| 2010 | "The Time of Our Lives"                     | 123                     | —                       | 51                      | —                       | —                       | —                       | —                       | The Time of Our Lives     |
| 2010 | "I Hope You Find It"                        | 105                     | —                       | —                       | —                       | —                       | —                       | —                       | The Last Song Soundtrack  |